# تربية تجريبية
التربية التجريبية أو التعليم التجريبي (بالإنجليزية: Experiential education)‏ هي فلسفة تربوية تصف العملية التي تحدث بين المعلم والطالب والتي تغرس الخبرة المباشرة في بيئة التعلم والمحتوى. يختلف هذا المفهوم عن التعلم التجريبي، ومع ذلك فإن التعلم التجريبي هو مجال فرعي ويعمل بموجب المنهجيات المرتبطة بالتربية التجريبية. تعتبر جمعية التربية التجريبية التربية التجريبية "فلسفة تنير العديد من المنهجيات التي يتفاعل فيها المعلمون عمدًا مع المتعلمين في تجربة مباشرة وتأمل مركّز من أجل زيادة المعرفة وتطوير المهارات وتوضيح القيم وتطوير قدرة الناس على المساهمة في مجتمعاتهم". تنشر مجلة التربية التجريبية أبحاثًا أكاديمية تجريبية ونظرية تراجع من قبل الأقران في هذا المجال.